# Gisara meyeri
Gisara meyeri är en fjärilsart som beskrevs av William Schaus 1928. Gisara meyeri ingår i släktet Gisara och familjen tandspinnare. Inga underarter finns listade i Catalogue of Life.